# 蔷薇波丝壳
蔷薇波丝壳（学名：Medusosphaera rosae）是属于白粉菌目白粉菌科波丝壳属的一种真菌，寄生在蔷薇属植物上。该种分布于中国、俄罗斯。